# حسین مقصودی
حسین مقصودی نمایندهٔ دورهٔ دهم از حوزهٔ انتخابیهٔ سبزوار، جوین، جغتای، خوشاب و داورزن در استان خراسان رضوی است. وی با کسب ۱۰۲٬۳۴۵ رای از مجموع ۲۳۷٬۹۷۷ رای معادل ۴۳٫۰۱٪ درصد آرا به مجلس راه پیدا کرد.
او عضو کمیسیون شوراها و امور داخلی کشور است و نقش سخنگوی این کمیسیون را ایفا می‌کند. او هم‌چنین سخنگو مجمع نمایندگان استان خراسان رضوی می‌باشد.